# يوتا شيموزاوا
يوتا شيموزاوا (باليابانية: 下澤 悠太) (مواليد 4 سبتمبر 1997) هو لاعب كرة قدم ياباني.

## وصلات خارجية
- يوتا شيموزاوا على موقع رابطة كرة القدم اليابانية للمحترفين (اليابانية)
- يوتا شيموزاوا على موقع قاعدة بيانات كرة القدم.إي يو (الإنجليزية)
- يوتا شيموزاوا على موقع Soccerway.com (الإنجليزية)
- يوتا شيموزاوا على موقع عالم كرة القدم.نت (الإنجليزية)